# Tim Boetsch
Timothy A. Boetsch (Linconville, 28 de janeiro de 1981) é norte-americano lutador de artes marciais mistas (MMA) que compete no peso-médio do Ultimate Fighting Championship. Em 2009, no fim de Junho, Boetsch foi liberado pelo UFC com um cartel de 2-2 ,mas em Agosto de 2010 reassinou com o evento; desde então tem o cartel de 7-3. Boetsch esteve presente no top #5 da categoria Peso Médio.

## Carreira no MMA
Boetsch fez sua estreia no International Fight League substituindo uma luta para enfrentar o veterano Vladimir Matyushenko. Ele teve três dias para se preparar e perdeu para o então futuro campeão por decisão unânime. 

### Ultimate Fighting Championship
Após seu desempenho no IFL, Boetsch fez sua estreia no UFC 81, substituindo uma luta a dez dias de acontecer, contra David Health. Boetsch venceu por nocaute técnico ainda no primeiro round.
Boetsch fez sua estreia no Card Principal como substituto no UFC Fight Night 13, contra Matt Hamill. Boetsch abriu um corte no lábio de Hamill, mas Hamill encontrou fôlego e aplicou um nocaute técnico no segundo round.
Boetsch lutou no UFC 88 ,onde enfrentou Michael Patt, e pela primeira vez em quatro lutas não seria substituto. Boetsch venceu com um nocaute técnico no primeiro round.
Boetsch lutou no UFC 96 contra Jason Brilz e perdeu por Decisão Unânime. Após a luta, Boetsch foi liberado pelo UFC devido ao fim de seu contrato de quatro lutas.
Após três vitórias seguidas, Boetsch reassinou com o UFC. Faria sua reestreia contra Thiago Silva no UFC 117, mas Thiago Silva se lesionou e foi substituído por Todd Brown. Boetsch venceu por Decisão Unânime.
Boetsch enfrentou Phil Davis no UFC 123, perdendo por Finalização no segundo round.
Boetsch desceu para os Peso Médio e em sua estreia enfrentou Kendall Grove no UFC 130, vencendo por Decisão Unânime.
Na sua segunda luta na categoria, enfrentou ,o até então invicto, Nick Anel no UFC 135. Boetsch venceu por Decisão Unânime.
Boetsch voltou a lutar no UFC 144 contra o ex-desafiante ao cinturão da categoria Yushin Okami. Boetsch perdeu nos dois primeiros rounds e no terceiro conseguiu um Nocaute Técnico.
Boetsch era esperado para enfrentar Michael Bisping no UFC 149, mas Bisping foi forçado a se retirar devido a uma lesão e foi substituído pelo recém chegado Hector Lombard. Boetsch venceu por Decisão Unânime.
No UFC 155, Boetsch iria enfrentar Chris Weidman. Porém, Chris Weidman foi obrigado a se retirar deste evento devido a uma lesão, sendo substituído por Costa Philippou. Boetsch perdeu por Nocaute Técnico no terceiro round.
Boetsch enfrentou Mark Muñoz em 6 de julho de 2013 no UFC 162. Boetsch foi completamente dominado por Muñoz, perdendo a luta por Decisão Unânime.
Boetsch era esperado para enfrentar o ex-Campeão Peso Médio do Strikeforce, Luke Rockhold em 19 de outubro de 2013 no UFC 166. Porém, Rockhold teve que se retirar da luta devido a uma lesão e foi substituído por CB Dollaway. Boetsch venceu por decisão dividida, em uma decisão muito polêmica.
A luta contra Luke Rockhold foi remarcada para o UFC 172 em 26 de Abril de 2014. Boetsch perdeu por Finalização ainda no primeiro round.
Boetsch enfrentou Brad Tavares em 16 de Agosto de 2014 no UFC Fight Night: Bader vs. St. Preux. Ele estava perdendo a luta quando conseguiu um nocaute técnico no segundo round e o bônus de Performance da Noite. Ele enfrentou o brasileiro Thales Leites em 31 de Janeiro de 2015 no UFC 183 e saiu derrotado por finalização no segundo round.
Boetsch enfrentou a lenda viva do MMA Dan Henderson em 6 de Junho de 2015 no UFC Fight Night: Boetsch vs. Henderson ; sendo derrotado por nocaute com menos de meio minuto de luta.
Boetsch enfrentou Ed Herman em 17 de Janeiro de 2016 no UFC Fight Night: Dillashaw vs. Cruz ; sendo derrotado por nocaute técnico no segundo round.
Boetsch enfrentou Josh Samman em 13 de Julho de 2016 no UFC Fight Night: McDonald vs. Lineker. Ele ganhou a luta por nocaute técnico no segundo round.

## Cartel no MMA
| Cartel no MMA   |             |             |
| 34 lutas        | 21 vitórias | 13 derrotas |
| Por nocaute     | 11          | 4           |
| Por finalização | 5           | 5           |
| Por decisão     | 5           | 4           |

| Res.    | Cartel | Oponente              | Método                                    | Evento                                    | Data       | Round | Tempo | Local                       | Notas                     |
| ------- | ------ | --------------------- | ----------------------------------------- | ----------------------------------------- | ---------- | ----- | ----- | --------------------------- | ------------------------- |
| Derrota | 21-13  | Omari Akhmedov        | Decisão (unânime)                         | UFC Fight Night: Lewis vs. dos Santos     | 09/03/2019 | 3     | 5:00  | Wichita, Kansas             |                           |
| Derrota | 21-12  | Antonio Carlos Júnior | Finalização (mata leão)                   | UFC on Fox: Poirier vs. Gaethje           | 14/04/2018 | 1     | 4:28  | Glendale, Arizona           |                           |
| Vitória | 21-11  | Johny Hendricks       | Nocaute Técnico (chute na cabeça e socos) | UFC Fight Night: Chiesa vs. Lee           | 25/06/2017 | 2     | 0:46  | Cidade de Oklahoma          |                           |
| Derrota | 20-11  | Ronaldo Souza         | Finalização (kimura)                      | UFC 208: Holm vs. de Randaime             | 11/02/2017 | 1     | 3:41  | Brooklyn, Nova Iorque       |                           |
| Vitória | 20-10  | Rafael Natal          | Nocaute Técnico (socos)                   | UFC: 205: Alvarez vs. McGregor            | 12/11/2016 | 1     | 3:22  | New York, New York          |                           |
| Vitória | 19-10  | Josh Samman           | Nocaute Técnico (socos)                   | UFC Fight Night: McDonald vs. Lineker     | 13/07/2016 | 2     | 3:49  | Sioux Falls, South Dakota   |                           |
| Derrota | 18-10  | Ed Herman             | Nocaute Técnico (joelhada e socos)        | UFC Fight Night: Dillashaw vs. Cruz       | 17/01/2016 | 2     | 1:39  | Boston, Massachusetts       |                           |
| Derrota | 18-9   | Dan Henderson         | Nocaute (socos)                           | UFC Fight Night: Boetsch vs. Henderson    | 06/06/2015 | 1     | 0:28  | New Orleans, Louisiana      |                           |
| Derrota | 18-8   | Thales Leites         | Finalização (katagatame)                  | UFC 183: Silva vs. Diaz                   | 31/01/2015 | 2     | 3:45  | Las Vegas, Nevada           | Luta da Noite.            |
| Vitória | 18-7   | Brad Tavares          | Nocaute Técnico (socos)                   | UFC Fight Night: Bader vs. St. Preux      | 16/08/2014 | 2     | 3:18  | Bangor, Maine               | Performance da Noite.     |
| Derrota | 17-7   | Luke Rockhold         | Finalização (kimura)                      | UFC 172: Jones vs. Teixeira               | 26/04/2014 | 1     | 2:08  | Baltimore, Maryland         |                           |
| Vitória | 17-6   | CB Dollaway           | Decisão (dividida)                        | UFC 166: Velasquez vs. dos Santos III     | 19/10/2013 | 3     | 5:00  | Houston, Texas              |                           |
| Derrota | 16-6   | Mark Muñoz            | Decisão (unânime)                         | UFC 162: Silva vs. Weidman                | 06/07/2013 | 3     | 5:00  | Las Vegas, Nevada           |                           |
| Derrota | 16-5   | Costa Philippou       | Nocaute Técnico (socos)                   | UFC 155: Dos Santos vs. Velazques         | 29/12/2012 | 3     | 2:11  | Paradise, Nevada            |                           |
| Vitória | 16–4   | Hector Lombard        | Decisão (dividida)                        | UFC 149: Faber vs. Barão                  | 21/07/2012 | 3     | 5:00  | Calgary, Alberta            |                           |
| Vitória | 15–4   | Yushin Okami          | Nocaute Técnico (socos)                   | UFC 144: Edgard vs. Henderson             | 26/02/2012 | 3     | 0:54  | Saitama                     |                           |
| Vitória | 14–4   | Nick Ring             | Decisão (unânime)                         | UFC 135: Jones vs. Rampage                | 24/09/2011 | 3     | 5:00  | Denver, Colorado            |                           |
| Vitória | 13–4   | Kendall Grove         | Decisão (unânime)                         | UFC 130: Rampage vs. Hamill               | 28/05/2011 | 3     | 5:00  | Las Vegas, Nevada           | Estreia no Peso Médio     |
| Derrota | 12–4   | Phil Davis            | Finalização (Mr. Wonderful)               | UFC 123: Rampage vs. Machida              | 20/11/2010 | 2     | 2:55  | Auburn Hills, Michigan      |                           |
| Vitória | 12–3   | Todd Brown            | Decisão (unânime)                         | UFC 117: Silva vs. Sonnen                 | 07/08/2010 | 3     | 5:00  | Oakland, California         |                           |
| Vitória | 11–3   | Reese Shaner          | Nocaute (socos)                           | NAFC: Stand Your Ground                   | 03/04/2010 | 1     | 1:05  | West Allis, Wisconsin       |                           |
| Vitória | 10–3   | Rudy Lindsey          | Finalização (guilhotina)                  | 5150 Combat League: New Year's Revolution | 16/01/2010 | 2     | 1:55  | Tulsa, Oklahoma             | Venceu o Peso Meio Pesado |
| Vitória | 9–3    | Aaron Stark           | Finalização (guilhotina)                  | King of the Cage                          | 15/08/2009 | 2     | 1:18  | Everett, Washington         |                           |
| Derrota | 8–3    | Jason Brilz           | Decisão (unânime)                         | UFC 96: Jackson vs. Jardine               | 07/03/2009 | 3     | 5:00  | Columbus, Ohio              |                           |
| Vitória | 8–2    | Mike Patt             | Nocaute Técnico (socos)                   | UFC 88: Breakthrough                      | 06/09/2008 | 1     | 2:03  | Atlanta, Georgia            |                           |
| Derrota | 7–2    | Matt Hamill           | Nocaute Técnico (socos)                   | UFC Fight Night: Florian vs. Lauzon       | 02/04/2008 | 2     | 1:25  | Broomfield, Colorado        |                           |
| Vitória | 7–1    | David Heath           | Nocaute Técnico (slam e socos)            | UFC 81: Breaking Point                    | 02/02/2008 | 1     | 4:52  | Las Vegas, Nevada           |                           |
| Derrota | 6–1    | Vladimir Matyushenko  | Decisão (unânime)                         | International Fight League                | 02/08/2007 | 3     | 4:00  | East Rutherford, New Jersey |                           |
| Vitória | 6–0    | Brendan Barrett       | Finalização (guilhotina)                  | Extreme Challenge 81                      | 28/07/2007 | 2     | 3:00  | West Orange, New Jersey     |                           |
| Vitória | 5–0    | Oleg Savitsky         | Nocaute (joelhadas)                       | Extreme Challenge 78                      | 09/06/2007 | 1     | 3:27  | Asbury Park, New Jersey     |                           |
| Vitória | 4–0    | Lewis Pascavage       | Nocaute Técnico (joelhada e socos)        | Reality Fighting 15                       | 19/05/2007 | 1     | 0:20  | Atlantic City, New Jersey   |                           |
| Vitória | 3–0    | Hazim Ibrahim         | Finalização (golpes)                      | Extreme Challenge 75                      | 23/03/2007 | 1     | 1:10  | Trenton, New Jersey         |                           |
| Vitória | 2–0    | Hazim Ibrahim         | Nocaute (soco)                            | Reality Fighting 14                       | 18/11/2006 | 1     | 3:47  | Atlantic City, New Jersey   |                           |
| Vitória | 1–0    | Demian Decorah        | Finalização (golpes)                      | Madtown Throwdown 9                       | 14/10/2006 | 3     | 1:27  | Madison, Wisconsin          |                           |